# Antiga Foneria de Canons
L'Antiga Foneria de Canons, popularment coneguda com el Refino o els Afinos, és un edifici de la Rambla de Barcelona, catalogat com a bé cultural d'interès local.

## Història
L'any 1537, l'emperador Carles V ordenà al Consell de Cent l'establiment d'una foneria reial de canons a la Rambla de Sant Josep de Barcelona. Comptava amb una caserna per al cos de guàrdia, quatre coberts i un petit edifici d'oficines. Després de la desfeta del 1714, el rei Felip V prohibí la fabricació local d'artilleria (que passaria a produir-se únicament a les Drassanes), de manera que la foneria passà a produir altres productes, com per exemple les campanes Tomassa i Honorata de la Catedral de Barcelona, obrades pel campaner Josep Barnola l'any 1758. L'any 1777, després de l'enderrocament del tram de la muralla del segle xiii a la Rambla de Santa Mònica, s'hi va construir un nou edifici de planta baixa i un pis.
El 1858, una part de l'edifici fou reformat i ampliat per l'arquitecte Josep Oriol Mestres com a seu del Banc de Barcelona, fundat el 1844 per Manuel Girona i Agrafel. Amb aquest projecte, s'hi va afegir un pis, i es van reformar les façanes seguint uns esquemes compositius netament classicistes. La porta principal fou ornada per unes escultures dels cèlebres escultors Agapit i Venanci Vallmitjana. La façana principal era rematada per un rellotge, destruït durant els fets del sis d'octubre.
El Banc de Barcelona feu fallida el 1920, i l'edifici fou ocupat per l'agència marítima Hijos de M. Condeminas. El 1934 va usar-se com a seu de la Comandància General del Cos de Sometents, i després de la Guerra Civil va passar a dependre del Govern Militar de Barcelona, que hi va instal·lar els jutjats castrenses, una farmàcia militar i oficines. En aquell període, la façana es rematà amb un escut franquista que seria desmuntat i substituït per una còpia del rellotge original durant la restauració realitzada el 1990. No seria substituït, però, l'escut de la IV Regió Militar que sostenen les dues escultures de Vallmitjana, també afegit en aquell període.
L'any 2003, el Ministeri de Defensa el vengué a la Generalitat de Catalunya per gairebé 3 milions d'euros. Tot i que en principi s'hi havia d'instal·lar l'Institut Europeu de la Mediterrània (ubicat finalment al Palau Reial de Pedralbes), el setembre del 2023, el Govern de Catalunya va anunciar que el 2027 l'edifici acolliria el Centre de Cultura Digital de Catalunya, un equipament de l'àmbit de la creativitat i l'art digital. El gener de 2024 se'n van adjudicar les obres de reforma. Està previst que el 2027 aculli el Centre de Cultura Digital de Catalunya.

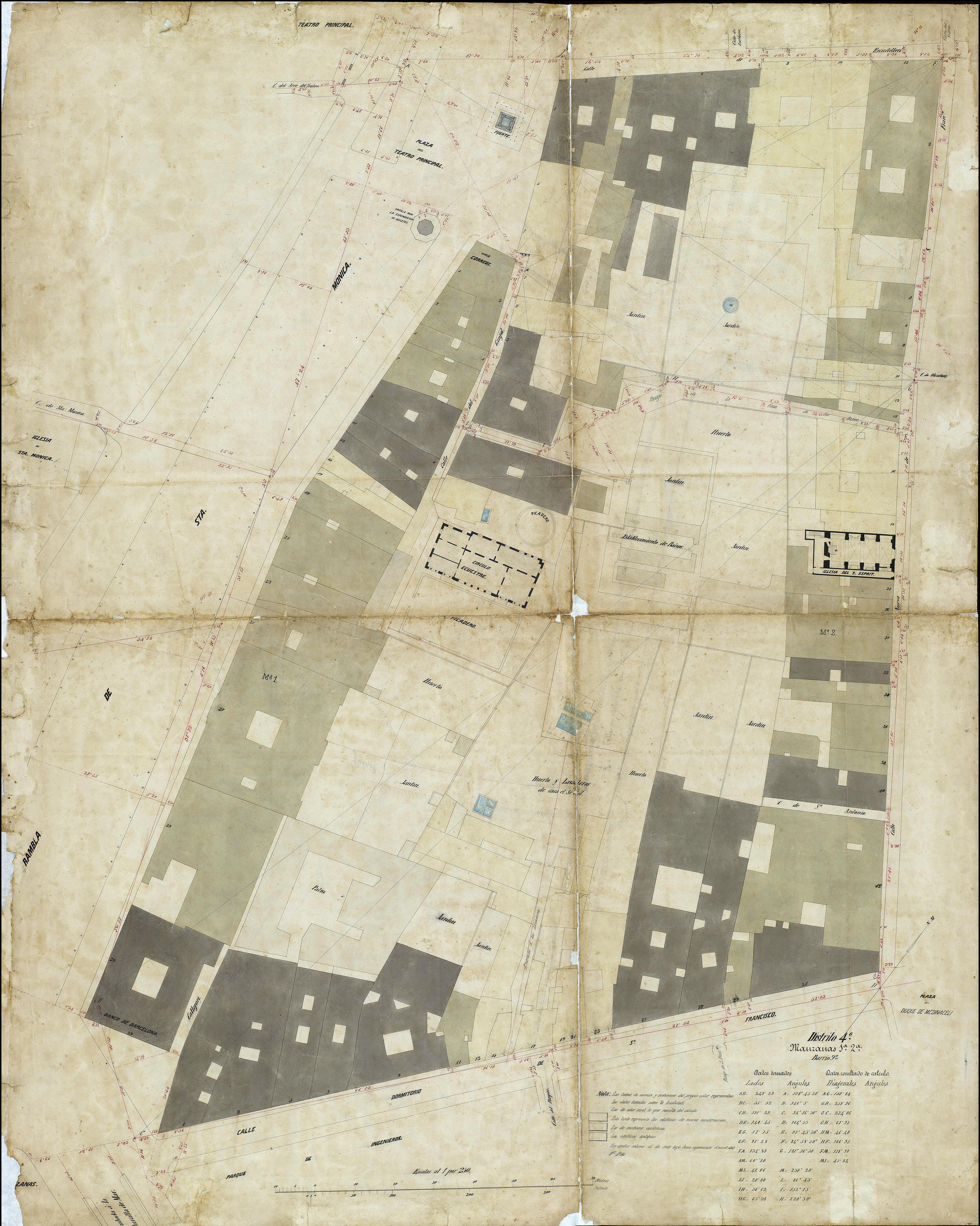
Quarteró núm. 112 de Garriga i Roca (c. 1860)

## Descripció
Consta de planta baixa, dos pisos i terrat transitable. L'entrada principal, orientada a la plaça del Portal de la Pau, dona accés a un vestíbul que mena vers el pati central, al voltant del qual s'articulen les dependències de l'edifici. A l'extrem occidental de la façana de la Rambla es troba una entrada secundària que mena vers l'escala que dona accés als diferents pisos.
Les dues façanes de l'edifici presenten els murs revestits de morter simulant un carreuat al trencajunt que contrasten amb l'acabat de pedra tallada de les pilastres ornamentals i els emmarcaments de portes, finestres i balcons. Aquestes façanes estructuren les seves obertures en eixos verticals i horitzontals de ritme regular i de dimensions decreixents, disposats en dos nivells compositius diferenciats: el primer nivell, que abraça només la planta baixa, ve enfaixat per pilastres toscanes; el segon nivell, que comprèn la planta principal i segona, ve enfaixat per pilastres jòniques. La planta baixa presenta les seves obertures en forma de grans finestrals escarsers amb muntants i dovelles de pedra tancats amb reixes de fosa.
Entre finestral i finestral, una falsa columnata de pilastres toscanes de pedra sosté un entaulament del mateix material. Sobre aquest entaulament hi reposen els balcons del primer pis, tancats amb balustres de pedra blanca. Les portes d'aquests balcons presenten les llindes i els muntants de pedra motllurada i són coronats per frontons que alternen, en cada obertura, una forma triangular amb una forma semicircular. Damunt d'aquests balcons encara s'hi obren els balcons amb ampit del segon pis, amb llindes i muntants petris motllurats i tancats amb una barana de ferro forjat a base de volutes. Aquests dos pisos són emmarcats, entre finestral i finestral, per una falsa columnata de pilastres jòniques de pedra que sostenen el cornisament de l'edifici, fet d'estuc. Dins d'aquesta cornisa en forma d'entaulament s'hi obren els respiradors de la cambra d'aire del terrat transitable, tancat per una balustrada de pedra blanca.
Mentre els sis trams verticals d'obertures de la façana orientada a la Rambla són emmarcats per pilastres simples, els tres trams de la façana orientada al Portal de la Pau són emmarcats per dobles pilastres, en una composició més monumental. Emfasitzant aquesta façana hi ha, al tram central de la planta baixa, el portal principal, consistent en un arc escarser flanquejat per dues pilastres toscanes que sostenen un frontó semicircular. Damunt d'aquest frontó, dues figures femenines amb els atributs del comerç i la indústria obrades en pedra blanca pels germans Vallmitjana sostenen llurs caduceus de bronze antigament daurat i un escut de la IV Regió Militar, fet de pedra. En el mateix eix de la porta un fals àtic que conté un rellotge i que és coronat per un frontó semicircular corona el conjunt trencant l'horitzontalitat de la balustrada del terrat.